# Veľké Kršteňany
Veľké Kršteňany (em húngaro: Nagykeresnye) é um município da Eslováquia, situado no distrito de Partizánske, na região de Trenčín. Tem 13,48 km² de área e sua população em 2018 foi estimada em 594 habitantes.

## Demografia
| Ano:        | 1994 | 2004   | 2014   | 2024   |
| ----------- | ---- | ------ | ------ | ------ |
| Broj ljudi: | 595  | 621    | 607    | 574    |
| Razlika:    |      | +4,36% | -2,25% | -5,43% |

| Ano:               | 2023 | 2024   |
| ------------------ | ---- | ------ |
| Número de pessoas: | 592  | 574    |
| Diferença:         |      | -3,04% |